# Heligmomerus somalicus
Heligmomerus somalicus är en spindelart som beskrevs av Pocock 1896. Heligmomerus somalicus ingår i släktet Heligmomerus och familjen Idiopidae.
Artens utbredningsområde är Somalia. Inga underarter finns listade i Catalogue of Life.